# Борисоглібська вулиця (Київ)
Борисоглі́бська ву́лиця — вулиця у Подільському районі міста Києва, місцевість Поділ. Пролягає від вулиці Сагайдачного до Набережно-Хрещатицької вулиці.
Прилучаються Братська і Волоська вулиці.

## Історія
Одна з найдавніших вулиць Києва, у XVII столітті згадується під назвами Борисоглібська, Глібобориська, Хлібобориська. Назви походять від храму, присвяченому першим святим — князям Борису та Глібу, канонізованими руською церквою в XI столітті і вбитими старшим братом Святополком під час міжусобиці.
Автори довідника «Київ» згадують версію про те, що в районі нинішньої Борисоглібської вулиці проводились народні віча.
У 1936 році при розкопках були знайдені дерев'яні водопровідні труби системи водопостачання Києва XVIII століття.

## Пам'ятки історії та архітектури
Вулиця по її сучасній лінії прокладена після пожежі Подолу 1811 року за проектом перепланування Подолу петербурзького архітектора Вільяма Гесте. Збереглася більша частина старої забудови XIX — початку XX століття (№ 1, 5, 6, 7, 8/13, 9/15, 12, 13, 14, 15, 16, 17, 19)
На місці будинку № 10 стояла церква Святих Бориса і Гліба, побудована 1692 року і знищена 1934 року.
Будинок № 12 колись належав київській купецькій родині Дитятіних, відомій торгівлею залізним (скоб'яним) крамом. Першими власниками цього особняка були купці 2-ї гільдії Григорій та Параскева Дитятіни. Після їх смерті садиба відійшла у спадок синам — Івану та Федору Дитятіним, також купцям 2-х гільдії. Деякий час вони вели справи окремо, Іван проживав у будинку № 12, а Федір — у будинку № 14 по Борисоглібській вулиці, але в 1873 році брати вирішили об'єднати свої капітали і продовжити спільну справу під фірмою «Торгівля І. та Ф. Дитятіних». Відтоді їхнє підприємство почало процвітати, Дитятіни вкладали капітал у нерухомість, купляючи будинки у різних районах Києва, брали активну участь у суспільному житті міста. Після смерті Івана Дитятіна особняк по Борисоглібській, 12, перейшов у власність його брата Федора, а після смерті Федора у 1918 році — його сину Борису Федоровичу Дитятіну. Після Жовтневої революції будинок націоналізували; у 1937 році в ньому розташовувався санаторій Червоного Хреста водників, а після Другої світової війни тут відкрили музей Подольського району.
У будинку № 6 проживав професор Київської духовної академії Степан Сольський, який був київським міським головою у 1887—1900 роках.

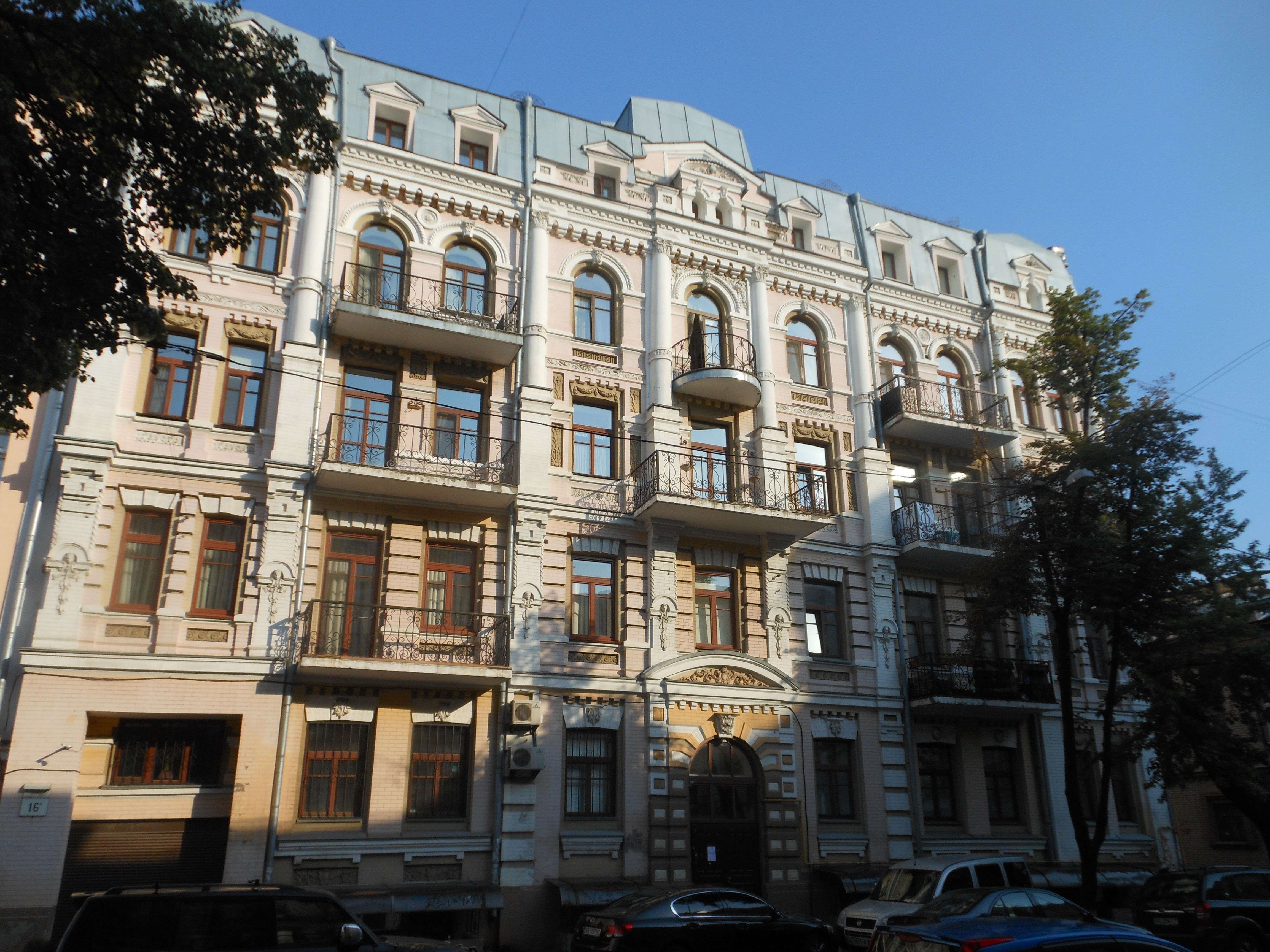
Будинок № 16
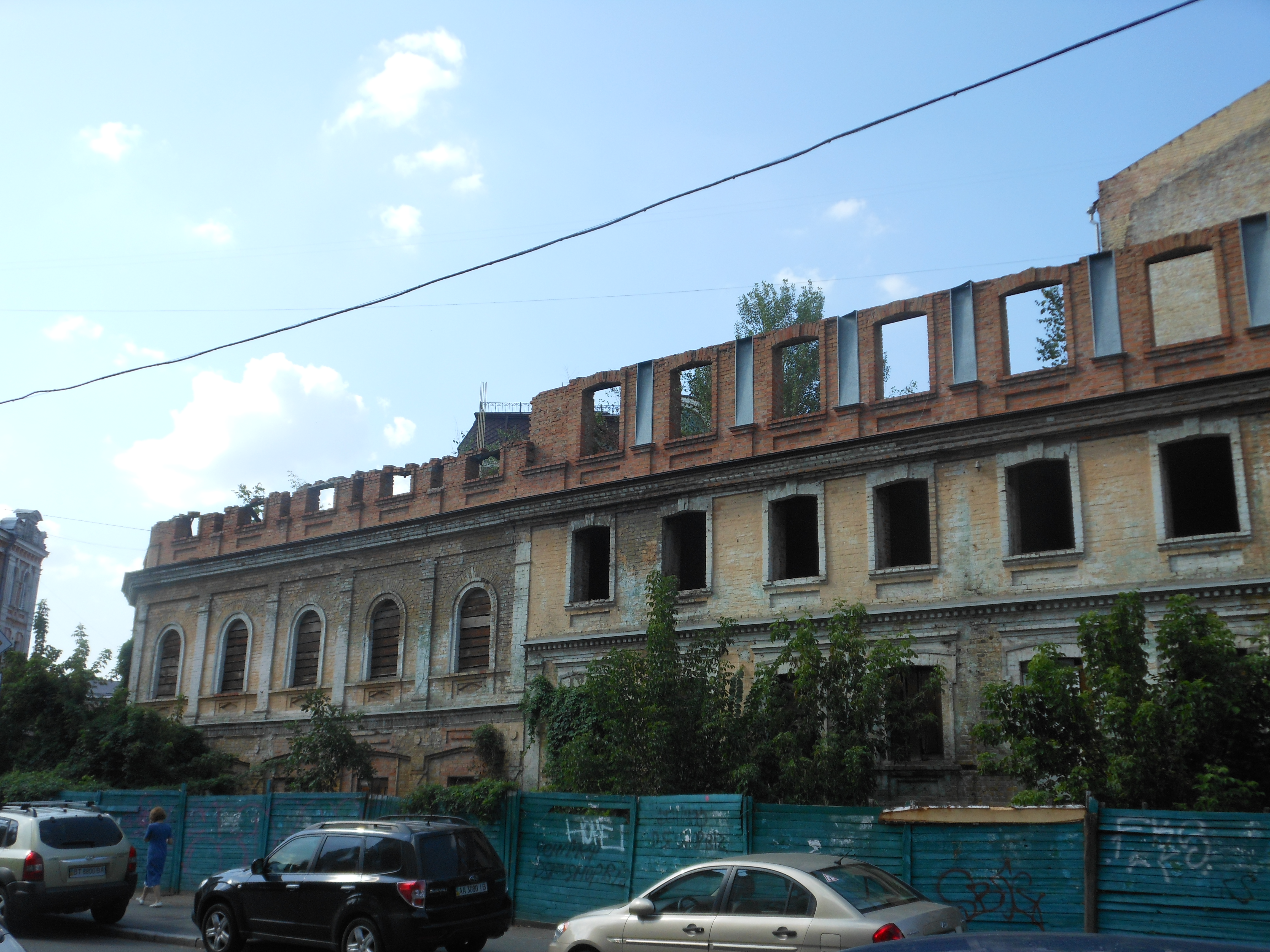
Будинок № 19